# Gross–Koblitzs formel
Inom matematiken är Gross–Koblitzs formel, introducerad av Gross och  Koblitz (1979), en formel som uttrycker en Gaussumma som en produkt av värden av p-adiska gammafunktionen. Den är en analogi av Chowla–Selbergs formel för vanliga gammafunktionen. Den implicerar Hasse–Davenports relation och generaliserar Stickelbergers sats. Boyarsky (1980) gav ett annat bevis av formeln genom att använda Dworks arbete. Robert (2001) gav ett elementärt bevis.

## Formeln
Gross–Koblitzs formel säger att Gaussumman τ kan skrivas med hjälp av p-adiska gammafunktionen Γp som
{\displaystyle \tau _{q}(r)=-\pi ^{s_{p}(r)}\prod _{0\leq i<f}\Gamma _{p}(r^{(i)}/(q-1))}
där
- q är en potens pf av ett primtal p
- r är ett heltal med 0 ≤ r < q–1
- r(i) är heltalet vars som skrivet i bas p är en cyklisk permutation av de f siffrorna av r med i positioner.
- sp(r) är summan av siffrorna av r i p
- {\displaystyle \tau _{q}(r)=\sum _{a^{q-1}=1}a^{-r}\zeta _{\pi }^{{\text{Tr}}(a)}}

där summan är över enhetsrötterna i utvidgningen Qp(π)
- π satisfierar πp – 1 = –p
- ζπ är p-te roten av 1 kongruent 1+π mod π2.